# Rangea
Rangea ist eine ausgestorbene Gattung aus dem erdgeschichtlichen Zeitalter des Ediacariums. Dieses entfernt einem Farnblatt ähnelnde Lebewesen mit Sechsersymmetrie, dessen systematische Zuordnung kontrovers diskutiert wird, gehört zur sogenannten Ediacara-Fauna. Das Fossil war der erste Fund eines großen und komplex gebauten Organismus aus dem Präkambrium.

## Etymologie und Erstbeschreibung
Rangea schneiderhoehni wurde nach seinen Entdeckern, Paul Range und Hans Schneiderhöhn, benannt. Der Erstfund datiert aus dem Jahr 1908 und stammt aus der Nama-Gruppe von Namibia. Das Fossil wurde dann im Jahr 1929 und erneut 1930 von Georg Gürich wissenschaftlich beschrieben. Weitere bedeutende Bearbeitungen stammen von Rudolf Richter (1955), Hans Dieter Pflug (1970), G. J. B. Germs (1972 und 1973), Martin Glaessner (1979), R. J. F. Jenkins (1985) und J. Dzik (2002).

## Taxonomie

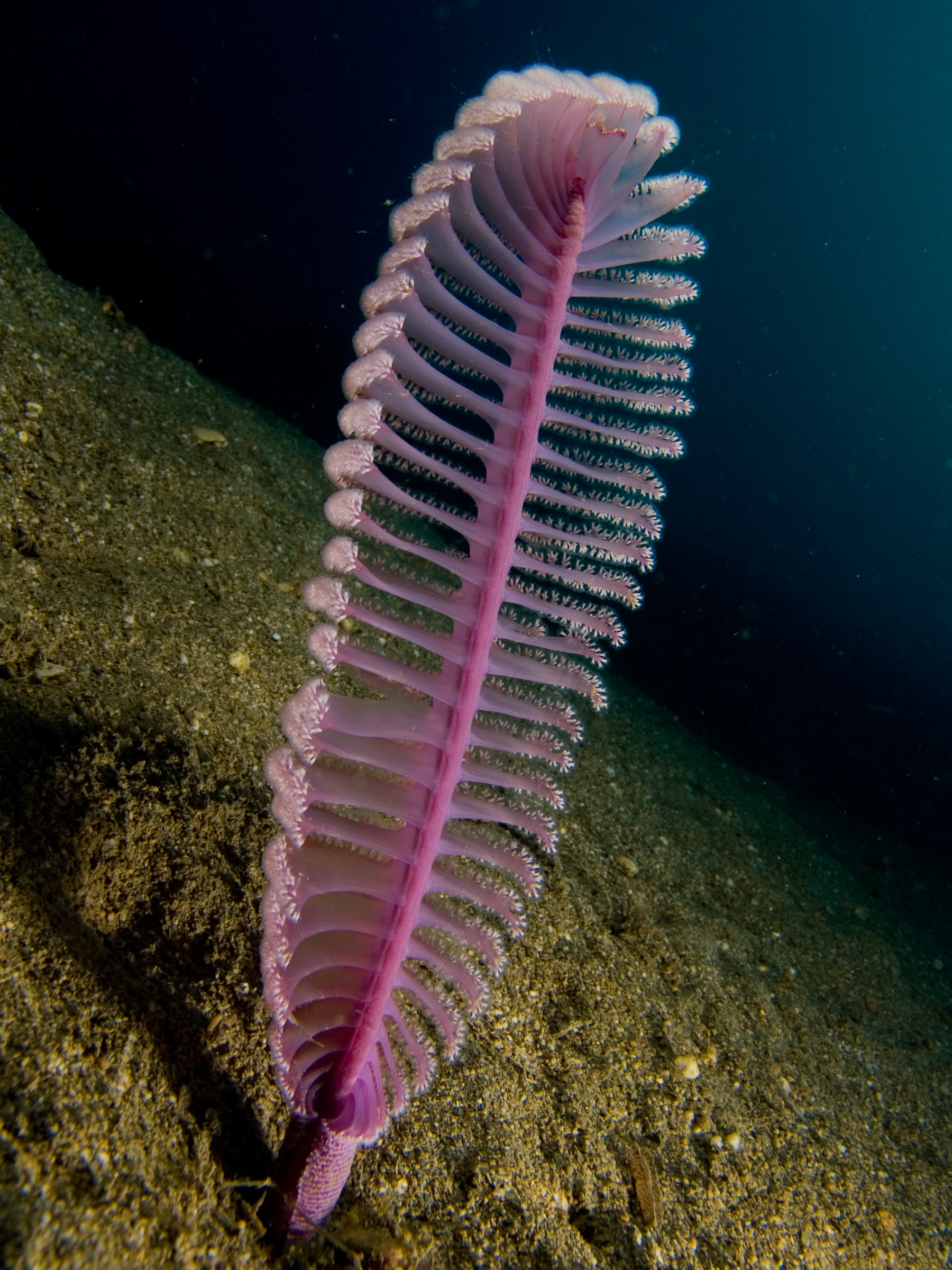
Die Seefeder Virgularia sp.

Die systematische Einordnung von Rangea ist in der Wissenschaft umstritten, meistens wird Rangea jedoch dem Reich vielzelliger Tiere (Metazoa) zugeordnet. Ähnlichkeiten mit heutigen Seefedern sind auffällig, wenngleich eine direkte Verwandtschaft vermutlich nicht besteht. Dzik (2002) meint Ähnlichkeiten mit den Rippenquallen (Ctenophora) zu erkennen.  Seilacher und Kollegen (2003) zufolge gehört Rangea zum ausgestorbenen Stamm der Vendobionten, welche unter anderem als gigantische einzellige Organismen (Eukaryoten) interpretiert und den Protozoen zugerechnet werden. Jack Sepkoski (2002) stuft Rangea als zum Unterstamm Rangeomorpha gehörig ein – sessile Lebewesen, die durch einen fraktalartigen Wuchs gekennzeichnet waren – und betrachtet Rangea gleichzeitig als Typusfossil dieser Gruppe.
Neben dem Typusfossil Rangea schneiderhoehni, das identisch mit Rangea brevior Gürich 1933 ist, bestehen noch vier weitere Subtaxa, die aber alle Synonyme von anderen Taxa sind:
- Rangea arborea Glaessner und Wade 1966:[7] ist identisch mit Charniodiscus arboreus
- Rangea grandis Glaessner und Wade 1966 bzw. Glassnerina grandis: ist identisch mit Charnia masoni
- Rangea longa Glaessner und Wade 1966: ist identisch mit Charniodiscus longus
- Rangea sibirica Sokolov 1972 bzw. Charnia sibirica: ist ebenfalls identisch mit Charnia masoni.

Rangea arborea, Rangea grandis und Rangea longa waren 1966 von Martin Glaessner und Mary Wade in den Flinders Ranges in Südaustralien entdeckt worden. Rangea sibirica stammt aus der Region von Olenyuk im  Osten Sibiriens.
Ähnliche Formen sind Swartpuntia mit Vierersymmetrie, Bomakellia, Charnia, Charniodiscus, Paracharnia sowie das rätselhafte Taxon Thaumaptilon, das angeblich bis ins Kambrium überlebte. In taxonomischer Nähe befinden sich auch die Taxa Avalofractus, Beothukis, Fractofusus, Frondophyllas, Hapsidophyllas, Khatyspytia, Trepassia, Vauzutsinia und Vinlandia.

## Merkmale
Das rätselhafte Tier besticht durch seine Ähnlichkeit mit den aktuellen, zu den Nesseltieren (Cnidaria) gehörenden Pennatulacea (Oktokorallen, Seefedern). Rangea war zwar in die Länge gezogen, seine Statur war dennoch eher klein bis mittelgroß (Höhe 5 bis 15 Zentimeter).
Rangea besaß eine hexaradiale, knollenförmige Verankerung am Boden, die in einen rundlichen Achsenstiel überging, der sich über die restliche Höhe des Tieres erstreckte. Über der Verankerung folgten dann sechs radial, unter einem Winkel von 60° um die Zentralachse angeordnete Fahnen (bzw. Wedel oder Petalodium, Englisch vanes oder petaloids) von länglicher, halbovaler Gestalt. Diese Fahnen bestanden wie bei Farnwedeln aus sich verzweigenden Rippen (oder Ästen), die bis mindestens in die dritte, wenn nicht gar in die vierte Dimension selbstähnlich (fraktal) organisiert waren.
Die Verankerung war mit Sediment gefüllt, dessen Konzentration aber in Richtung Stiel immer weniger wurde. Der zylindrische und kegelförmig abschließende Stiel war sedimentfrei und innen vollständig hohl. Eine muköse Schutzhülle bedeckte das Innere des Organismus. Von einem zentralen Leitkanal zweigten sackartige Organellen ab, der sonstige Innenaufbau ist aber nicht weiter bekannt. Die Außenhaut war glatt und weich.
Vickers-Rich und Kollegen (2013) unterzogen Rangea einer Neuinterpretation, bei der ein zentraler Stiel nicht mehr vorhanden ist. Bei ihnen weist das Tier anstelle des Stiels vielmehr nur noch eine zentrale Höhlung auf, die den ursprünglich vermuteten Stiel ersetzt. Die sechs blattähnlichen Fahnen (Petalodien) werden an ihrem Rand von „Schläuchen“ begrenzt, die von der Basis der zentralen Höhlung ausgehen, bis in die Spitze des Tiers hochziehen und dann dort zusammenlaufen. Die Entdeckung einer knollenförmigen Verankerung geht ebenfalls auf Vickers-Rich und Kollegen zurück, sie fehlt noch bei sämtlichen vorangegangenen Interpretationen.  Ihnen zufolge weist die Verankerung zusätzlich sechs hexagonal angeordnete, an ihr entlanglaufende Ausbuchtungen auf, über denen die einzelnen Petalodien fußen.

## Vorkommen

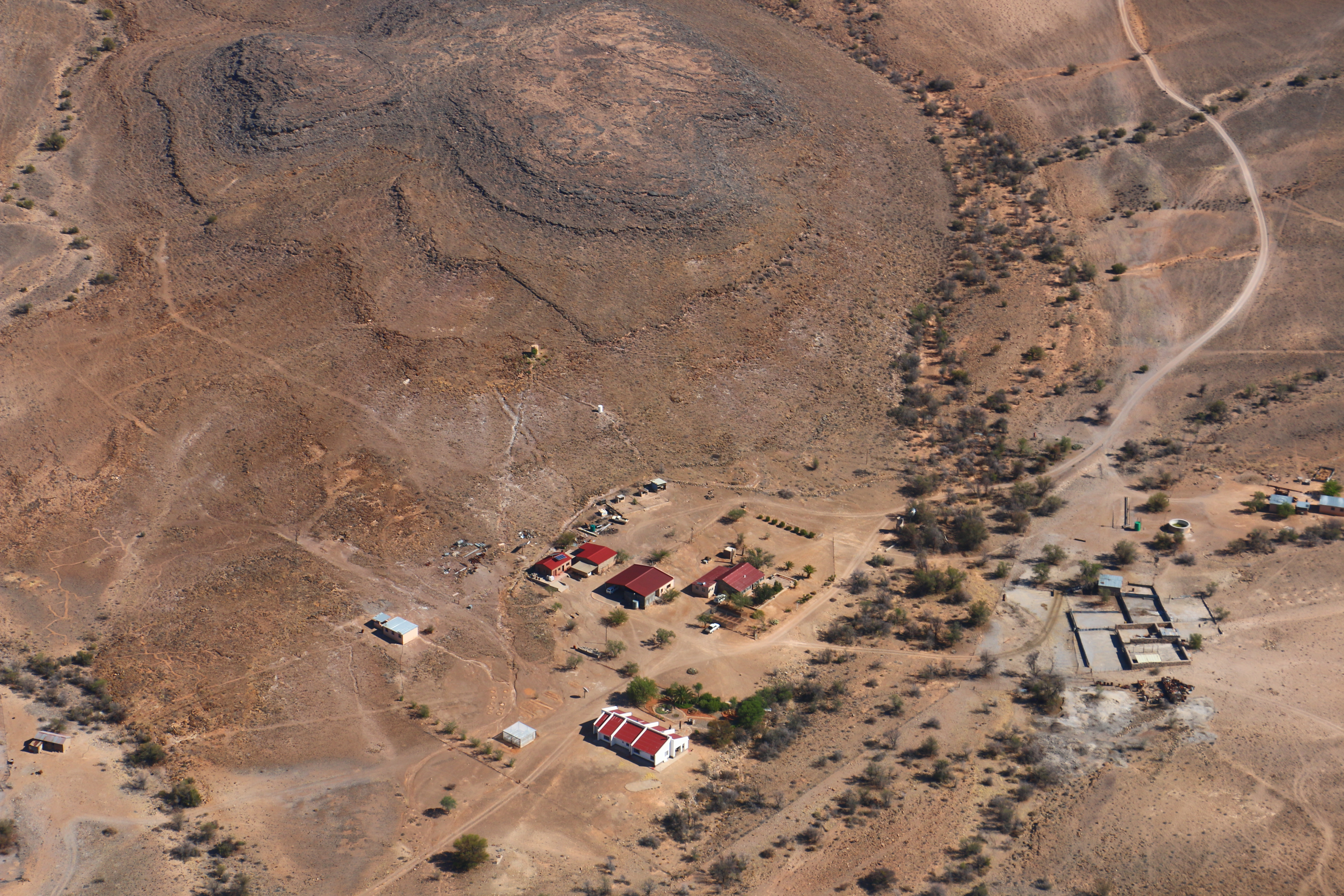
Die Fundstelle Farm Aar in Namibia

Das Typusfossil Rangea schneiderhoehni wurde in der Dabis-Formation (Kanies-Member und Kliphoek-Member), in der Kuibis-Formation (Kuibisquarzit) und in der Nudaus-Formation (Niederhagen-Member) bei der Farm Aar in Namibia gefunden.  Die Ablagerungen datieren bei rund 548 Millionen Jahren BP gegen Ende des Ediacariums. Weitere Fossilien von Rangea wurden in der Yorga-Formation  bei Archangelsk in Russland, in der Mongolei und in Australien entdeckt. Diese Funde sind etwas älter und datieren zwischen 558 und 555 Millionen Jahren BP. Ein neuerer Fund aus dem Jahr 2013 kommt aus China aus der Dengying-Formation südöstlich von Zigui (Yangtse-Kraton), die auf 551 bis 541 Millionen Jahre BP datiert wird.

## Lebensweise
Rangea war offensichtlich ein festsitzender benthischer Organismus und lebte aufrecht stehend auf dem Meeresgrund. Sämtliche bisher bekannten Fossilien waren jedoch von ihrem ursprünglichen Aufenthaltsort losgerissen worden und finden sich jetzt in Sturmablagerungen (Tempestiten) wieder. Manche Autoren plädieren auch für eine endobenthische Lebensweise im Sediment des Meeresbodens. Für eine Mundöffnung sind bei Rangea keinerlei Anzeichen vorhanden, es wird daher angenommen, dass sich das Tier osmotisch ernährte. Das hohe Oberflächen-zu-Volumen-Verhältnis der einzelnen Wedel (Maximierung der Oberfläche), vergleichbar mit modernen osmotrophischen Bakterien, scheint diese Annahme zu stützen.  Andere Autoren bevorzugen jedoch eine filtrierende Lebensweise.